# Lick It Up (singolo)
Lick It Up è un brano della band hard rock americana dei Kiss, primo singolo estratto dall'omonimo album nel 1983

## Il brano
La canzone è stata scritta dal cantante Paul Stanley e dal chitarrista Vinnie Vincent. Si tratta del primo singolo pubblicato dalla band senza il suo tradizionale make-up, rimosso con l'uscita dell'album. Nel video del brano, passato spesso su MTV all'epoca, si vedono infatti per la prima volta i membri del gruppo a volto scoperto. Nonostante il brano presenti sonorità molto vicine al genere Pop metal, che in quel periodo si preparava a diventare il genere di rock più popolare, non riuscì a sfondare negli Stati Uniti, dove raggiunse solo il 66º posto, anche se si guadagnò la Top40 in molti altri Paesi.
Col tempo è diventato un classico dei concerti del gruppo che lo ha riproposto a partire dal Lick It Up tour fino ai giorni nostri.
Il singolo presenta come lato B il brano Dance All Over You Face, scritto e cantato da Gene Simmons.

## Tracce
- Lato A: Lick It Up
- Lato B: Dance All Over Your Face

## Formazione
- Paul Stanley - voce principale (Lick It Up) o secondaria (Dance All Over Your Face), chitarra ritmica[2]
- Gene Simmons - voce principale (Dance All Over Your Face) o secondaria (Lick It Up), basso[2]
- Eric Carr - batteria, cori[2]
- Vinnie Vincent - chitarra solista[2]